# Wahlen in St. Vincent und den Grenadinen 1974
Die Wahlen in St. Vincent und den Grenadinen 1974 (General elections) wurden am 9. Dezember 1974 in dem karibischen Inselstaat St. Vincent und den Grenadinen abgehalten. Die Saint Vincent Labour Party (SVLP) errang zehn der 13 Sitze. Die Wahlbeteiligung lag bei 63,2 %.

## Hintergrund
Nach den Wahlen 1972 hatten die People’s Political Party (PPP) und die Saint Vincent Labour Party jeweils sechs Sitze errungen. Die People’s Political Party konnte mit der Unterstützung des unabhängigen Abgeordneten James Mitchell eine Regierung („Alliance Government“) bilden. Mitchell hatte die Wahl als unabhängiger bestritten, nachdem er aus der SVLP ausgetreten war. Er wurde zum Premier und der Führer der PPP, Ebenezer Joshua, wurde stellvertretender Premier und Finanzminister.
Am 18. September 1974 wurde im House of Assembly jedoch ein Misstrauensvotum verabschiedet; Ebenezer und Ivy Joshua waren davor aus der Regierung zurückgetreten aufgrund politischer Meinungsverschiedenheiten mit Mitchell. Die Versammlung wurde daraufhin am 23. September aufgelöst. Stichtag für die Aufstellung der Kandidaten (Nomination day) war der 18. November.

## Kandidaten
31 Kandidaten aus fünf unterschiedlichen politischen Parteien wurden benannt. Von den Parteien, welche bereits in der Versammlung vertreten gewesen waren, hatte die SVLP die größte Riege mit elf Kandidaten. Mitchell und der Minister der PPP Othniel Sylvester gründeten eine Splittergruppe (Mitchell/Sylvester Faction) und nominierten ebenfalls elf Kandidaten, während die PPP nur drei Kandidaten aufstellte.
zusätzlich traten zwei neue Parteien bei den Wahlen an. Das Democratic Freedom Movement wurde von Kenneth John begründet um politische Reformen wie Recall Elections, Wiederwahlbegrenzungen (term limits) und Regulationen zur Wahlkampffinanzierung (campaign financing regulation) anzuregen; Er benannte zwei Kandidaten. Die West Indies National Party wurde von George Hamilton Charles angeführt, dem Gründer der Eighth Army of Liberation und ehemaligen Führer der Mehrheit im Legislative Council (1951–1957); die Partei nominierte vier Kandidaten (inklusive Charles).

## Wahlergebnisse
Die SVLP gewann einen entscheidenden Sieg mit zehn Sitzen, wodurch der Partführer Milton Cato ein zweites Mal als Premier amtieren konnte. Mitchell war der einzige erfolgreiche Kandidat seiner neuen Partei und die Joshuas waren die einzigen erfolgreichen Kandidaten der PPP. Während Ebenezer Joshua als Minister of Agriculture and Trade (Landwirtschafts- und Handelsminister) der Regierung beitrat, entschied sich Ivy Joshua in der Opposition zu bleiben, anstatt eine Koalition mit der SVLP zu unterstützen. Sie Wurde Leader of the Opposition an stelle von Mitchell. In den Wahlen 1957 waren Ebenezer und Ivy als erstes verheiratetes Ehepaar ins Parlament der British West Indies gewählt worden; nun wurden sie das erste Ehepaar, welches in einem Parlament auf unterschiedlichen Seiten stand.
|                                   |                                   |         |       |     |       |     |  |  |  |
| Partei                            | Partei                            | Stimmen | %     | +/- | Sitze | +/- |  |  |  |
|                                   | Saint Vincent Labour Party (SVLP) | 19.579  |       |     | 10    | ▲ 4 |  |  |  |
|                                   | Mitchell/Sylvester Faction        | 4.641   |       |     | 1     | neu |  |  |  |
|                                   | People’s Political Party (PPP)    | 3.806   |       |     | 2     | ▼ 4 |  |  |  |
|                                   | Democratic Freedom Movement       | 217     |       |     |       | neu |  |  |  |
|                                   | West Indies National Party        | 116     |       |     |       | neu |  |  |  |
|                                   |                                   |         |       |     |       |     |  |  |  |
| Gültige Stimmen                   | Gültige Stimmen                   | 28.359  | 99,25 |     |       |     |  |  |  |
| Ungültige Stimmen                 | Ungültige Stimmen                 | 215     | 0,75  |     |       |     |  |  |  |
| Gesamt                            | Gesamt                            | 28.574  | 100   | -   | 13    |     |  |  |  |
| Nichtwähler                       | Nichtwähler                       | 16.607  | 36,76 |     |       |     |  |  |  |
| Wahlberechtigte / Wahlbeteiligung | Wahlberechtigte / Wahlbeteiligung | 45.181  | 63,24 |     |       |     |  |  |  |